# Grabaț

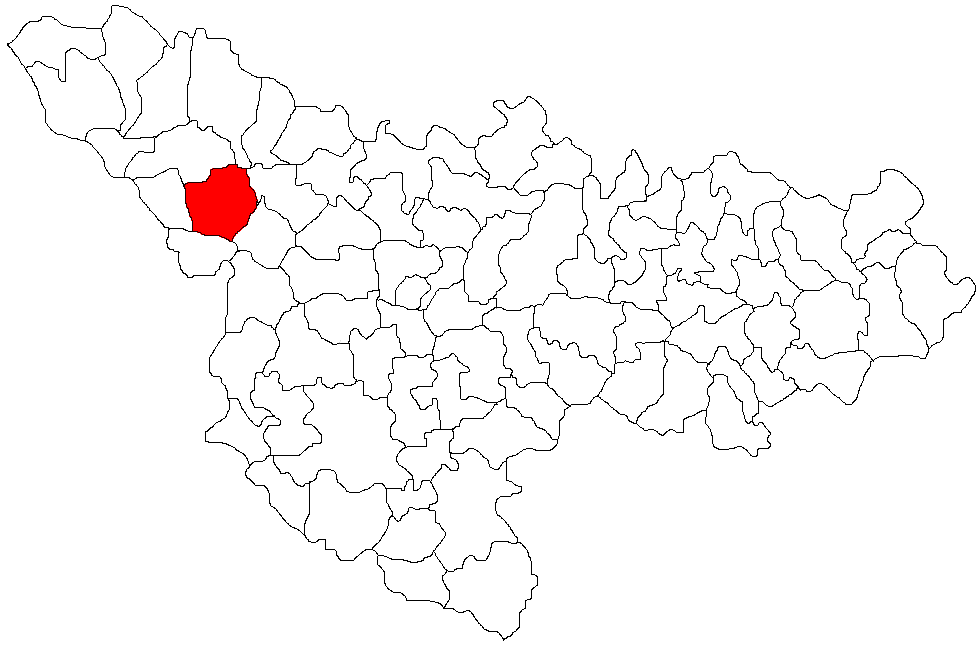
Lage der Gemeinde Lenauheim im Kreis Timiș

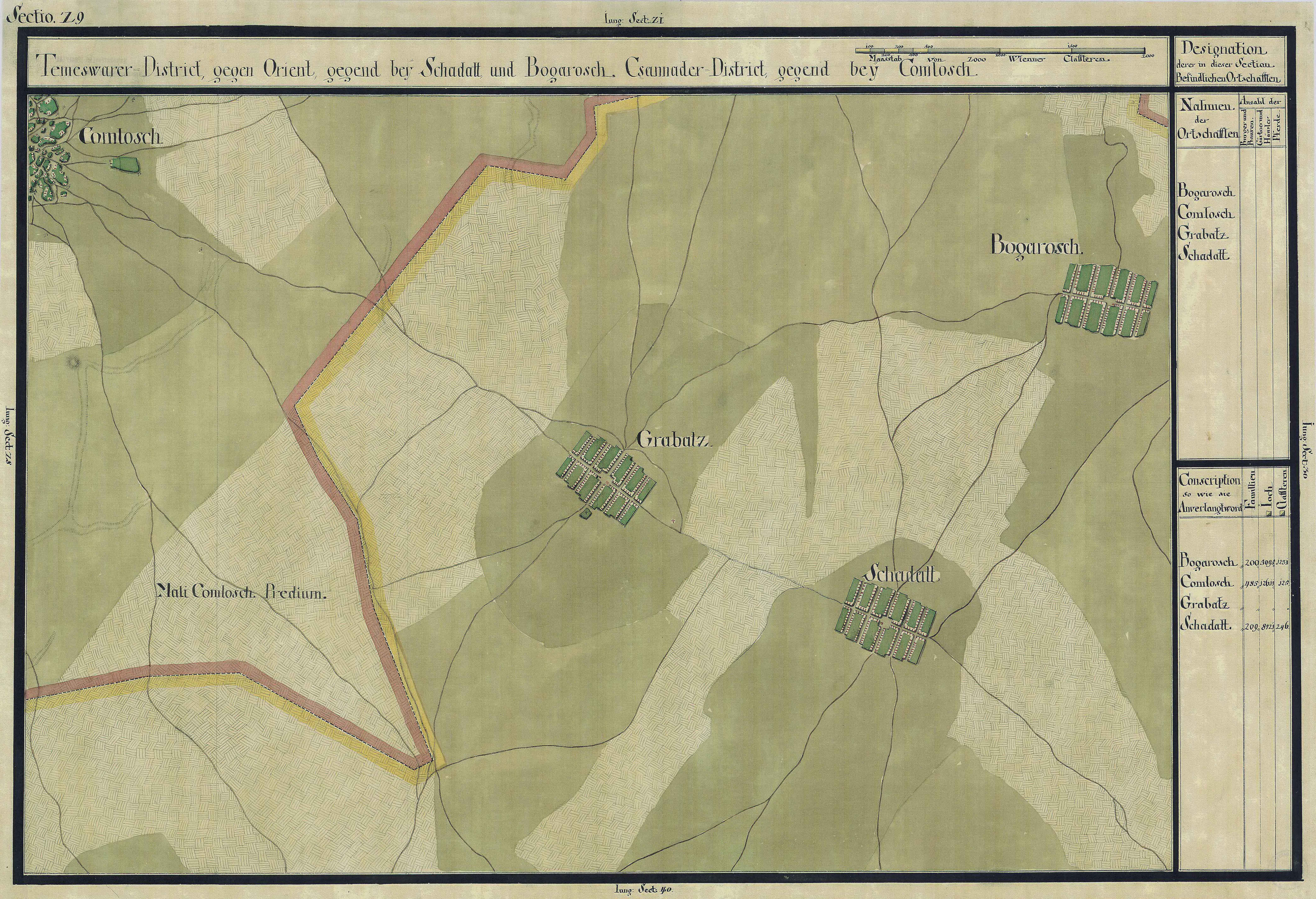
Grabaț auf der Josephinischen Landaufnahme (1769–1772)

Grabaț (deutsch Grabatz, ungarisch Garabos) ist ein Dorf im Kreis Timiș, Banat, Rumänien. Es gehört zur Gemeinde Lenauheim und liegt an der Bahnstrecke Jimbolia–Lovrin.

## Geographische Lage
Grabaț befindet sich im Westen des Kreises Timiș, in zehn Kilometer Entfernung von Jimbolia, an der Landstraße DJ594 und an der Bahnstrecke Jimbolia – Lovrin. Angrenzende Nachbarorte sind im Norden Gottlob in sieben Kilometer Entfernung auf der DJ594, im Nordosten Bulgăruș sieben Kilometer entfernt auf der DC15, im Westen Lenauheim in vier Kilometer Entfernung auf der DC14, im Südwesten Comloșu Mic sechs Kilometer entfernt auf der DC16 und im Westen Comloșu Mare in neun Kilometer Entfernung auf der DC14.

## Geschichte
Nach dem Frieden von Passarowitz am 21. Juli 1718 wurde das Banat nach 164 Jahren Türkenherrschaft der Habsburgermonarchie angeschlossen und als kaiserliche Kron- und Kammerdomäne der Wiener Reichsregierung unterstellt. Es begann die habsburgische Kolonisierung des Banats durch die sogenannten Schwabenzüge.
Grabaț wurde 1768 mit 50 Familien, die aus dem Elsass, aus Lothringen, aus der Pfalz, aus Luxemburg, aus Baden, aus Bayern, aus Böhmen und Mähren, aus Hessen, aus dem Saarland und aus Österreich kamen, besiedelt. Vor der Ansiedlung war die Gemeindefläche unter der Bezeichnung Grabaț als Prädium, Weideland, ausgegeben. Der Name kommt aus dem Slawischen.
In Grabaț wurden den Siedlern die Häuser bezugsfertig übergeben. Administrationsrat Johann Wilhelm Edler von Hildebrand war für die Ansiedlung verantwortlich.
Der Ort Grabaț hatte 1769 bereits 201 Hausnummern. Kirche, Schule, Gemeindehaus und das Große Wirtshaus befanden sich im Zentrum des Dorfes.
Infolge des österreichisch-ungarischen Ausgleichs im Februar 1867 kam das Banat innenpolitisch unter ungarische Verwaltung. Es setzte eine gewaltige Magyarisierungswelle ein, die zu Beginn des 20. Jahrhunderts ihren Höhepunkt erreichte.
Am 4. Juni 1920 wurde das Banat infolge des Vertrags von Trianon dreigeteilt. Der größte, östliche Teil, zu dem auch Grabatz gehörte, fiel an das Königreich Rumänien.
Infolge des Waffen-SS Abkommens vom 12. Mai 1943 zwischen der Antonescu-Regierung und Hitler-Deutschland wurden alle deutschstämmigen wehrpflichtigen Männer in die deutsche Armee eingezogen.
Noch vor Kriegsende, im Januar 1945, fand die Deportation aller volksdeutschen Frauen zwischen 18 und 30 und Männer im Alter von 16 bis 45 zur Aufbauarbeit in die Sowjetunion statt.
Das Bodenreformgesetz vom 23. März 1945, das die Enteignung der deutschen Bauern in Rumänien vorsah, entzog der ländlichen Bevölkerung die Lebensgrundlage. Der enteignete Boden wurde an Kleinbauern, Landarbeiter und Kolonisten aus anderen Landesteilen verteilt. Anfang der 1950er Jahre wurde die Kollektivierung der Landwirtschaft eingeleitet.
Durch das Nationalisierungsgesetz vom 11. Juni 1948, das die Verstaatlichung aller Industrie- und Handelsbetriebe, Banken und Versicherungen vorsah, fand die Enteignung aller Wirtschaftsbetriebe unabhängig von der ethnischen Zugehörigkeit statt.
Da die Bevölkerung entlang der rumänisch-jugoslawischen Grenze von der rumänischen Staatsführung nach dem Zerwürfnis Stalins mit Tito und dessen Ausschluss aus dem Kominform-Bündnis als Sicherheitsrisiko eingestuft wurde, erfolgte am 18. Juni 1951 die Deportation „von politisch unzuverlässlichen Elementen“ in die Bărăgan-Steppe unabhängig von der ethnischen Zugehörigkeit. Die rumänische Führung bezweckte zugleich den einsetzenden Widerstand gegen die bevorstehende Kollektivierung der Landwirtschaft zu brechen. Als die Bărăganverschleppten 1956 heimkehrten, erhielten sie die 1945 enteigneten Häuser und Höfe zurückerstattet. Der Feldbesitz wurde jedoch kollektiviert.

## Wirtschaft
Vom wirtschaftlichen Standpunkt war Grabaț eine Mustergemeinde im Banat. Schon im 19. Jahrhundert blühte in Grabaț die Pferdezucht.
Noch größeren Erfolg hatte die Rinderzucht. Eine große Anzahl von Zuchtstieren wurden aus der Schweiz eingeführt. Die Grabațer Simmentaler (Rinderrasse) waren im ganzen Land berühmt. Jedes Jahr fand in Grabaț der Stiermarkt statt.
Aber auch die Schweinezucht und -mast waren in Grabaț auf neuestem Stand. In Grabaț war eine der Vorzeigefarmen des weltweit bekannten Schweinemastkombinats COMTIM (Combinatul agro–industrial Timiș).
Große Erfolge erzielten die Grabațer auch mit Getreide- und Hackkulturen. Im Zuckerrübenbau war Grabaț führend, aber auch der Hanfanbau wurde auf großen Flächen betrieben.
Schon 1781 gab es in Grabaț 3 Rossmühlen. Im Jahre 1910 wurde in Grabaț die Große Mühle errichtet, die zur zweitgrößten Mühle des Banats heranwuchs.

## Kulturleben
Zuerst hatte Grabatz ein Bethaus aus Holz. Die jetzige römisch-katholische Kirche wurde 1780 fertiggestellt.
Die erste Grabatzer Schule wurde 1770 erbaut. Im Jahre 1832 wurde das neue Schulhaus errichtet und 1885 wurde ein viertes Klassenzimmer angebaut.
Gegen Ende des 19. Jahrhunderts wurde der erste Grabatzer Kindergarten ins Leben gerufen.
Ende des 19. Jahrhunderts gab es in Grabatz eine Vielzahl von Vereinen: der Bauernverein, der Feuerwehrverein, mehrere Sportvereine, die Gesangsvereine und Chöre, der Jugendverein, der Mädchenkranz, der Frauenverein, der Gewerbeverein, der Arbeiterverein, der Leseverein, der Jagdverein und die kirchlichen Vereine.
Drei Grabatzer Gasthäuser hatten eine geräumige Bühne für Theaterveranstaltungen und Musikaufführungen. Die wichtigste Gaststätte war das Große Wirtshaus, das späterhin zum Kulturhaus umfunktioniert wurde. Alle Wirtshäuser hatten eine Kegelbahn und Billardtische.
Auch gab es ab Ende des 19. Jahrhunderts mehrere Musikformationen sowie eine große Blaskapelle.

## Kriegsfolgen
Am 4. Juni 1920 wurde das Banat infolge des Vertrags von Trianon dreigeteilt. Der größte, östliche Teil, zu dem auch Grabatz gehörte, fiel an Rumänien.
Infolge des Waffen-SS Abkommens vom 12. Mai 1943 zwischen der Antonescu-Regierung und Hitler-Deutschland wurden alle deutschstämmige wehrpflichtige Männer in die deutsche Armee eingezogen.
Noch vor Kriegsende, im Januar 1945, wurden alle deutschstämmigen Frauen zwischen 18 und 30 und Männer im Alter von 16 bis 45 zur Aufbauarbeit in die Sowjetunion verschleppt.
Das Bodenreformgesetz vom 23. März 1945, das die Enteignung der deutschen Bauern in Rumänien vorsah, entzog der ländlichen Bevölkerung die Lebensgrundlage. Das Nationalisierungsgesetz vom 11. Juni 1948 sah die Verstaatlichung aller Industrie- und Handelsbetriebe, Banken und Versicherungen vor, wodurch alle Wirtschaftsbetriebe unabhängig von der ethnischen Zugehörigkeit enteignet wurden.
Am 18. Juni 1951 fand die Deportation in die Bărăgan-Steppe, gemäß dem „Plan zur Evakuierung von Elementen über einen Abschnitt von 25 km, deren Präsenz eine Gefahr für das Grenzgebiet mit Jugoslawien darstellen“ statt. Als die Bărăganverschleppten 1956 heimkehrten, bekamen sie die 1945 enteigneten Häuser und Höfe zurück, der Feldbesitz wurde jedoch kollektiviert.

## Persönlichkeiten
- Karl Gaul (1854–1932), Hochschulprofessor
- Johann Kräuter (1884–1953), banatschwäbischer römisch-katholischer Geistlicher und Märtyrer
- Michael Neurohr (1887–1964), Mitbegründer der Landsmannschaft der Banater Schwaben in Deutschland[2]
- Anton Zwergal (* 1905), Hochschulprofessor
- Johann Gerger (1909–1984), Hochschulprofessor
- Jakob Dietrich (* 1924), Autor